# 青に恋して! 〜サッカー通と4人の美女の物語〜
『青に恋して! 〜サッカー通と4人の美女の物語〜』（ブルーにこいして! サッカーつうとよにんのびじょのものがたり）は、2002年5月13日から5月16日まで、日本のフジテレビにて放送された4夜連続ドラマである。このテレビドラマは、2002 FIFAワールドカップ直前ドラマスペシャルとして考案された。

## ストーリー
- あるときはシェフ、またあるときは刑事、そしてまたあるときは医者、またまたあるときはタクシ－運転手。その名は……サッカー通!!

## 出演者
- 今田秀人 - 香取慎吾

### ゲスト
第1話
- 三浦蹴子 - 稲森いずみ
- 地上げ屋・大河原 - 伊武雅刀
- 山崎まさや（ジョーダンズ）
- 三又忠久（ジョーダンズ）
- 斎藤洋介
- 北村総一朗

第2話
- 財前かおり - 内山理名
- 石塚義之（アリtoキリギリス）
- 渡辺いっけい
- 河西健司
- 佐藤望（デンジャラス）
- 安田和博（デンジャラス）
- 小林すすむ
- 正名僕蔵

第3話
- 愛野奈美 - 京野ことみ
- 赤坂七恵
- 岸田健作
- 宮川大輔

第4話
- 大林里枝 - 上原多香子
- 田中邦衛
- 上島竜兵（ダチョウ倶楽部）
- 松美里杷

## スタッフ
- 脚本：小山薫堂、小野沢美暁、多士済済、もりしげる、後藤法子
- 演出：澤田鎌作（フジテレビ）
- 企画：立松嗣章（フジテレビ）
- プロデュース：澤田鎌作、原田冬彦（フジテレビ）、下山潤、小竹実千代（イースト）
- 協力プロデュース：牧野正（フジテレビ）
- 制作協力：イースト
- 制作：フジテレビ

## 主題歌
- EUROPE 「Final Countdown」